# Sandro Pistolini
Sandro Pistolini, all'anagrafe Alessandro Pistolini (Roma, 16 luglio 1949 – Milano, 18 ottobre 2009), è stato un attore italiano, noto come attore bambino, che ebbe una notevole attività artistica nel decennio 1952-1962.

## Biografia
Venne scoperto a poco più di un anno di età dal regista Alessandro Blasetti, il quale lo incontrò per caso e, colpito dalla delicata bellezza del piccolo, lo fece esordire nel film Altri tempi.
Cominciò così la sua intensa carriera di attore bambino: già nel 1953 fu protagonista con Renato Rascel in Piovuto dal cielo, e nel 1955 recitò a fianco di Totò nel ruolo del piccolo Ninì, ultimo della nidiata dell'attore napoletano nel film Il coraggio.
Rimasto orfano di padre, all'età di cinque anni, la sua divenne sempre più una vera e propria professione, che lo vide impegnato in tanti luoghi del mondo dello spettacolo: dai set cinematografici al doppiaggio, dagli sceneggiati televisivi alla pubblicità.
Lavorò a fianco dei più grandi attori del tempo, come Paolo Stoppa, Paolo Panelli, Aroldo Tieri, Totò, Renato Rascel, Giovanna Ralli, Valeria Moriconi, Gino Cervi, Valentina Cortese, Amedeo Nazzari, Eleonora Rossi Drago, solo per citarne alcuni, diretto da grandi registi italiani e stranieri tra i quali, Alessandro Blasetti, Robert Wise, Carlo Ludovico Bragaglia, Vittorio Cottafavi, Camillo Mastrocinque, Vittorio Brignole, Carmine Gallone e lo stesso Rascel.
L'apice della sua popolarità si ebbe nel 1960 quando, appena undicenne, interpretò da protagonista Il piccolo Lord, sceneggiato televisivo di grande successo, che gli valse la  copertina del settimanale Radiocorriere TV.
Nel 1963 partecipò al programma della TV dei ragazzi Robinson non deve morire, accanto ad una giovanissima Loretta Goggi.
Il secondo matrimonio della madre portò la famiglia, nel 1964, al trasferimento a Locate, evento che segnerà la fine del suo percorso nel mondo cinematografico e televisivo.
Negli anni a venire, la sua vena artistica si sarebbe espressa prevalentemente in ambito musicale: parallelamente agli studi universitari e poi al suo lavoro presso un grande studio odontoiatrico di Milano, studiò presso il conservatorio Giuseppe Verdi e presso maestri privati divenendo così chitarrista, clarinettista, contrabbassista, cantante, e uno dei pochi musicisti italiani capaci di suonare strumenti tradizionali quali la ghironda e l'english concertina.
Dal 1985, per diversi anni si è esibito in pubblico dapprima con l'ensemble di musiche tradizionali da danza "Black velvet band", e poi dal 2004 - con il suo contrabbasso - con il trio "Men in jazz".
È morto all'età di 60 anni.

## Filmografia
- La morsa, episodio di Altri tempi, regia di Alessandro Blasetti (1952)
- La fiammata, regia di Alessandro Blasetti (1952)
- Piovuto dal cielo, regia di Leonardo De Mitri (1953)
- Amarti è il mio peccato, regia di Sergio Grieco (1953)
- La passeggiata, regia di Renato Rascel (1953)
- La mia vita è tua, regia di Giuseppe Masini (1954)
- Ultima illusione, regia di Vittorio Duse (1954)
- Piscatore 'e Pusilleco, regia di Giorgio Capitani (1954)
- Elena di Troia, regia di Robert Wise (1955)
- Il coraggio, regia di Domenico Paolella (1955)
- Totò, Vittorio e la dottoressa, regia di Camillo Mastrocinque (1957)
- Non scherzare con le donne, regia di Giuseppe Bennati (1957)
- Le cameriere, regia di Carlo Ludovico Bragaglia (1959)
- La monaca di Monza, regia di Carmine Gallone (1962)

### Sceneggiati televisivi
- Casa di bambola, regia di Vittorio Cottafavi (1958)
- Corri, Jimmy, corri..., regia di Aldo Grimaldi (1958)
- Le avventure di Nicola Nickleby, regia di Daniele D'Anza (1958)
- Vita col padre e con la madre, regia di Daniele D'Anza (1960)
- Il piccolo Lord, regia di Vittorio Brignole (1960)

### Teatro
- La cantata dei pastori, (M.° Fernando Previtali, Teatro San Carlo, Napoli)